# Svatý Štěpán
Svatý Štěpán (řecky Στέφανος, Stefanos; kolem roku 1 – asi 36 až 40, Jeruzalém) byl křesťanský kazatel a diakon, první mučedník křesťanství (prvomučedník), ukamenovaný po procesu před židovskou radou jako údajný rouhač proti judaismu. Jeho život je znám pouze z jediného dobového pramene, novozákonního spisu Skutky apoštolů, který Štěpánovi věnuje 6., 7. a počátek 8. kapitoly.
Štěpán je připomínán v prakticky všech křesťanských denominacích; ty církve, které znají kult svatých, ho uctívají jako světce. Západní křesťané jeho svátek slaví 26. prosince v těsné návaznosti na Vánoce. Štěpánovi jsou zasvěceny četné chrámy; šíření svatoštěpánského kultu po Evropě dosvědčuje již roku 449 zasvěcení katedrály v Arles, jméno sv. Štěpána nesou i katedrály v Litoměřicích, ve Vídni a na mnoha jiných místech. Štěpán se mimo jiné uctívá jako patron Říma (kde je od roku 585 údajně pohřben v chrámu San Lorenzo fuori le Mura), kameníků a zedníků (kvůli způsobu své popravy) nebo šťastné smrti. Znázorňuje se s jáhenskými a mučednickými atributy, jeho hlavním atributem jsou kameny.

## Život

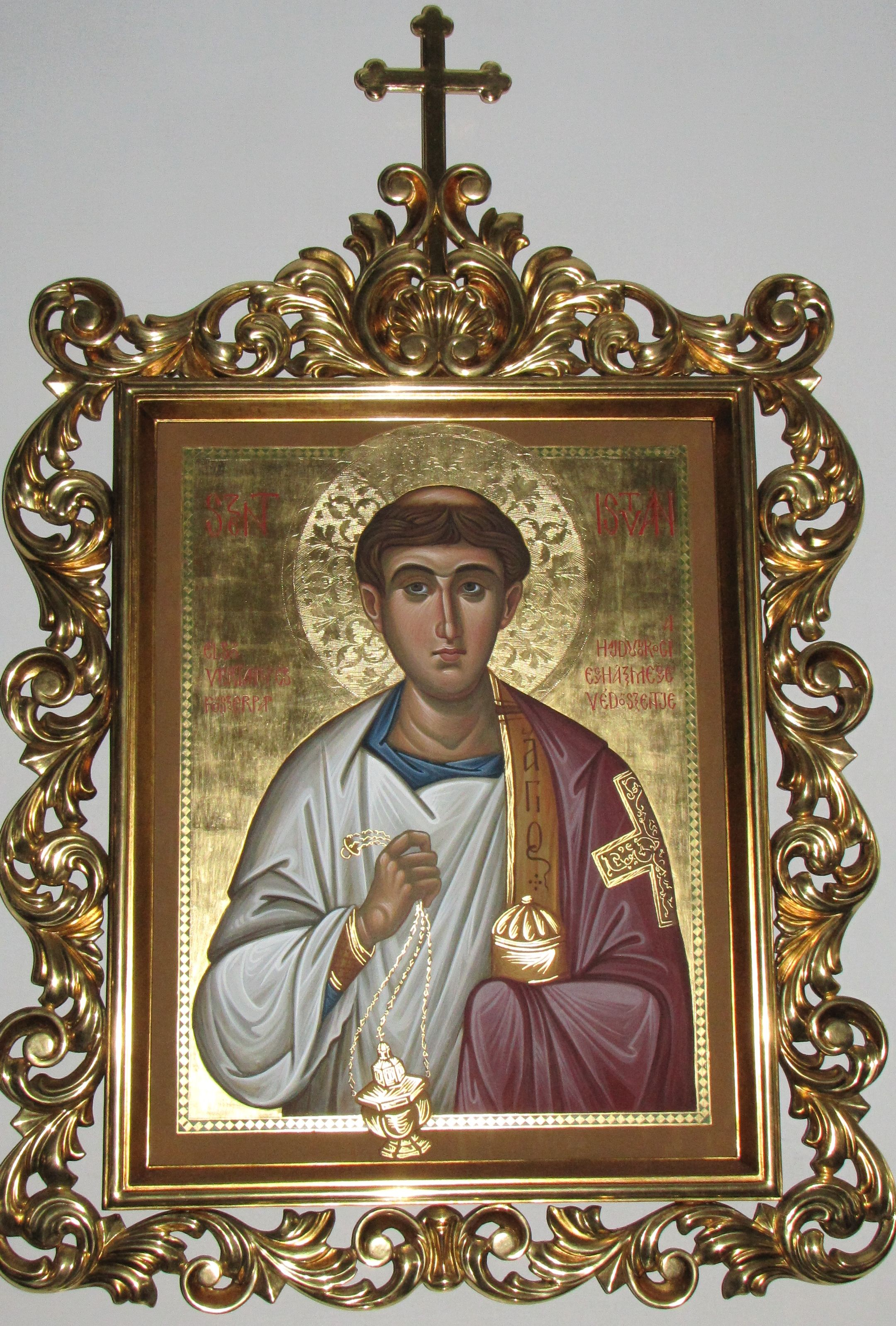
Ikona svatého Štěpána, Hajdúdorog

O Štěpánově životě se dochoval pouze jediný dobový pramen, Skutky apoštolů, a ten si všímá jen vrcholu Štěpánova života, kdy se stal diakonem, kázal křesťanství a byl pro své názory souzen a popraven. Neví se tedy nic o Štěpánově mládí, povolání ani rodině. Samo jméno Stefanos znamená řecky „koruna“.
Štěpán byl členem prvokřesťanské jeruzalémské obce, nejspíše její řecky mluvící části, tedy takzvaných helénistů. Ti se podle líčení Skutků apoštolů ve 30. letech prvního století dostali do sporu s aramejsky mluvící většinou. Šestá kapitola Skutků apoštolů jako bezprostřední příčinu konfliktu uvádí horší hmotné zabezpečení helénistických vdov ze strany křesťanské obce (Sk 6,1). Kromě toho ovšem existovaly zřejmě i důvody ideové: aramejsky mluvící židokřesťané zachovávali judaistickou rituální praxi a splývali se svým židovským okolím, zatímco „helénisté“ již tehdy židovské obyčeje odmítali. Toto napětí se odráží i v tom, že první obětí náboženského pronásledování křesťanů byl právě helénista Štěpán, zatímco hebrejsky mluvící Kristovi následovníci zřejmě byli židy ještě tolerováni. Konflikt mezi helénisty a zbytkem jeruzalémské obce se vyřešil tím, že bylo vybráno sedm mužů „o nichž se ví, že jsou plni Ducha a moudrosti,“ (Sk 6,3) kteří dostali péči o vdovy na starost, takže záležitost pak neodváděla vedení obce od apoštolské práce (Sk 6,4). S tím je ovšem v jistém rozporu to, že i Štěpán je v dalším líčení představen především jako zdatný apoštol a divotvůrce (Sk 6,8) a jeho péče o vdovy již není zmiňována. Jako první diakony (jáhny) křesťané vybrali Štěpána, Filipa, Prochora, Nikánora, Timóna, Parména a Mikuláše z Antiochie (Sk 6,5); Štěpán je snad kvůli svému dalšímu osudu uveden v seznamu na prvním místě a je ještě jednou zdůrazněno, že byl „plný víry a Ducha svatého“.

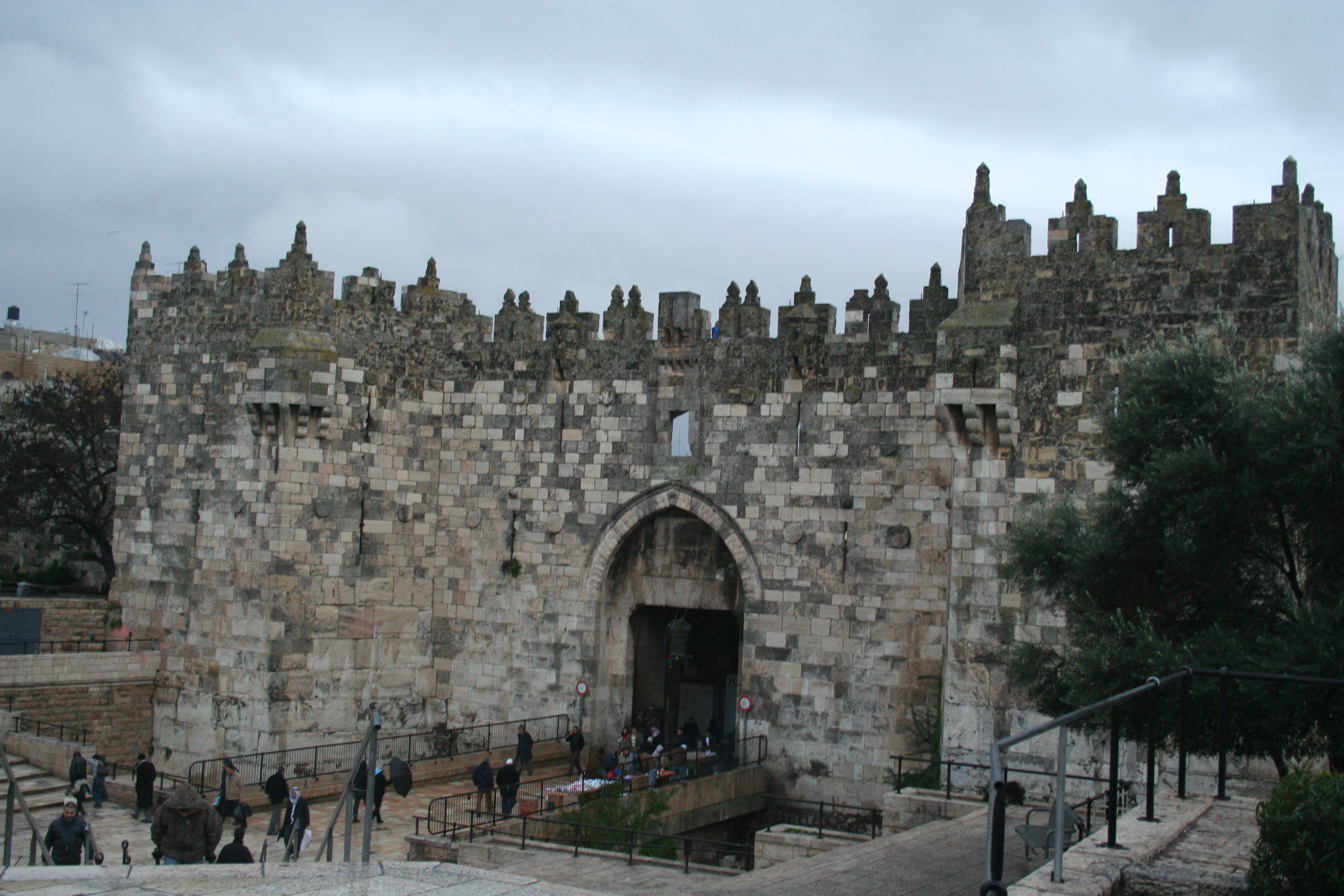
Damašská brána v Jeruzalémě

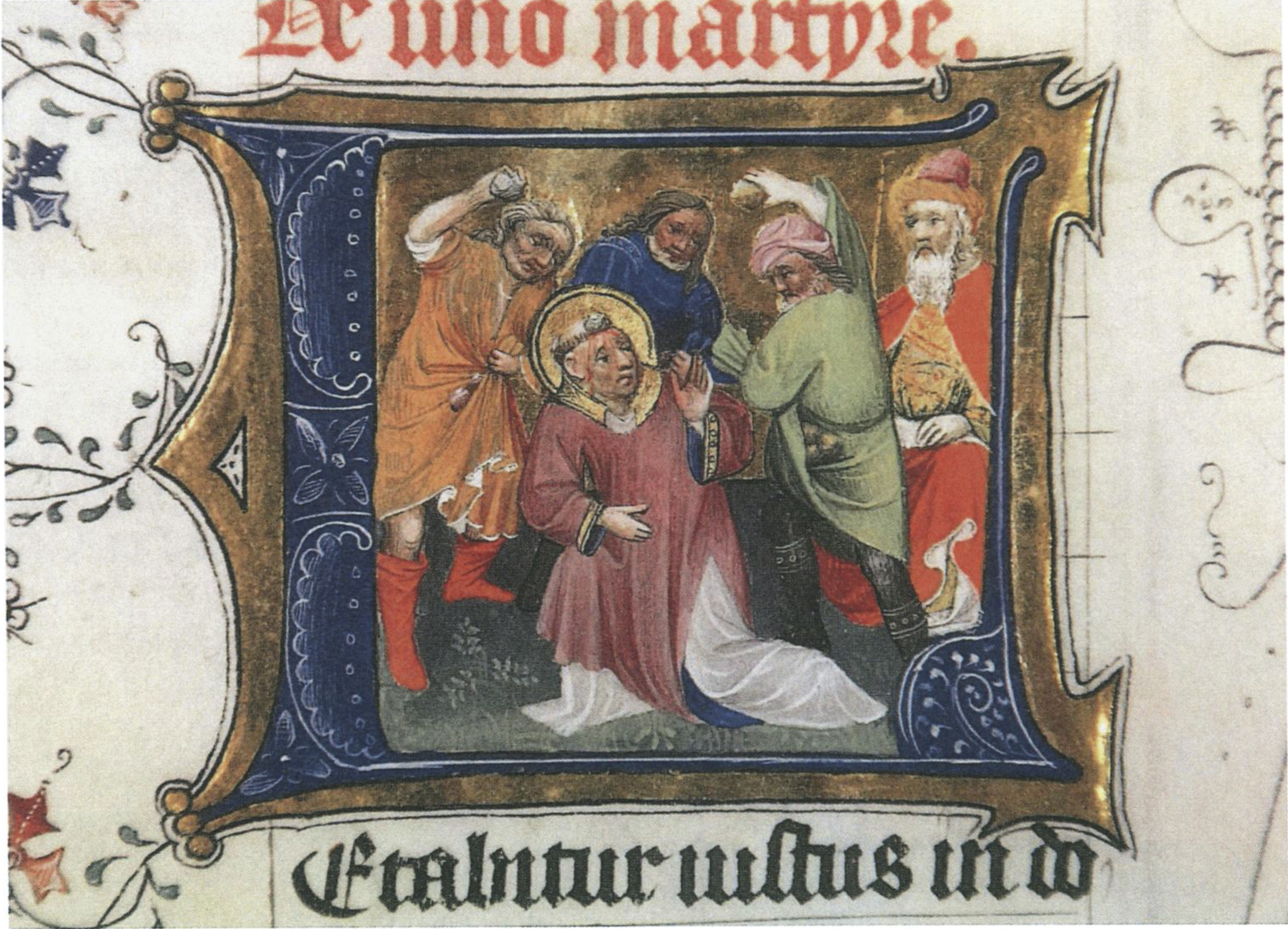
Kamenování sv. Štěpána, Misál z Brixenu, 1425

Skutky apoštolů po popsání volby a posvěcení diakonů líčí úspěšné Štěpánovo apoštolské působení a jeho konflikt s některými vyznavači judaismu, patřícími „k synagóze, zvané synagóga propuštěnců, a k synagóze Kyrénských a Alexandrijských“ „společně se židy z Kilikie a z Asie,“ (Sk 6,9) tedy mimojeruzalémskými návštěvníky svatého města. Židé jej podle Nového zákona křivě obvinili, že „mluví rouhavě proti Mojžíšovi a proti Bohu“ (Sk 6,11) a předvedli před sanhedrin, židovskou radu, která měla soudní pravomoc a jíž předsedal velekněz. Štěpán s tváří „jako tvář anděla“ (Sk 6,15) poté před radou podle Skutků apoštolů pronesl dlouhou řeč, v níž vylíčil křesťanské pojetí dějin spásy od Abrahama po Ježíše (Sk 7,2–53). Řeč vrcholí nikoli jako obhajoba, ale naopak jako obžaloba Štěpánových soudců a potažmo judaismu vůbec: „Jste tvrdošíjní a máte pohanské srdce i duši! Nepřestáváte odporovat Duchu svatému, jako to dělali vaši otcové. Byl kdy nějaký prorok, aby ho vaši otcové nepronásledovali? Zabili ty, kteří předpověděli příchod Spravedlivého, a toho vy jste nyní zradili a zavraždili. Přijali jste Boží zákon z rukou andělů, ale sami jste jej nezachovali!“ Poté, co Štěpán ještě dodal „Hle, vidím nebesa otevřená a Syna člověka, stojícího po pravici Boží,“ (Sk 7,56) se na něj přítomní vrhli (zřejmě bez formálního vynesení rozsudku) a vyvlekli ho za město, kde ho ukamenovali.(Sk 7,57–60)
Štěpán podle Bible zemřel s Ježíšovými slovy „Pane, odpusť jim tento hřích!“ (Sk 7,60) na rtech; celé líčení jeho procesu a smrti je však autorem Skutků apoštolů utvářeno podle pašijového příběhu Ježíšovy smrti, a historická spolehlivost detailů je tudíž nejistá, zejména Štěpánovu řeč před sanhedrinem nelze považovat za doslovný záznam výslechu, ale spíše až za kompozici svatopisce. Štěpánovy likvidace se podle Skutků apoštolů účastnil i Saul, později po obrácení na křesťanskou víru známý jako apoštol Pavel, který je právě v této souvislosti uveden jako horlivý pronásledovatel křesťanů (Sk 7,58–8,3). Letopočet události je nejistý, klade se do období mezi léta 36 a 40, za místo Štěpánovy smrti tradice považuje okolí Ovčí brány v Jeruzalémě, zvané též Brána sv. Štěpána či Lví brána. Pod ní leží bazilika sv. Štěpána, při níž je známá Jeruzalémská škola. Po Štěpánově smrti začalo první pronásledování křesťanů, které ovšem vedlo i k rozšíření nového náboženství mimo Palestinu prostřednictvím uprchlíků z Jeruzaléma, jak popisuje Sk 11,19.

## Kult

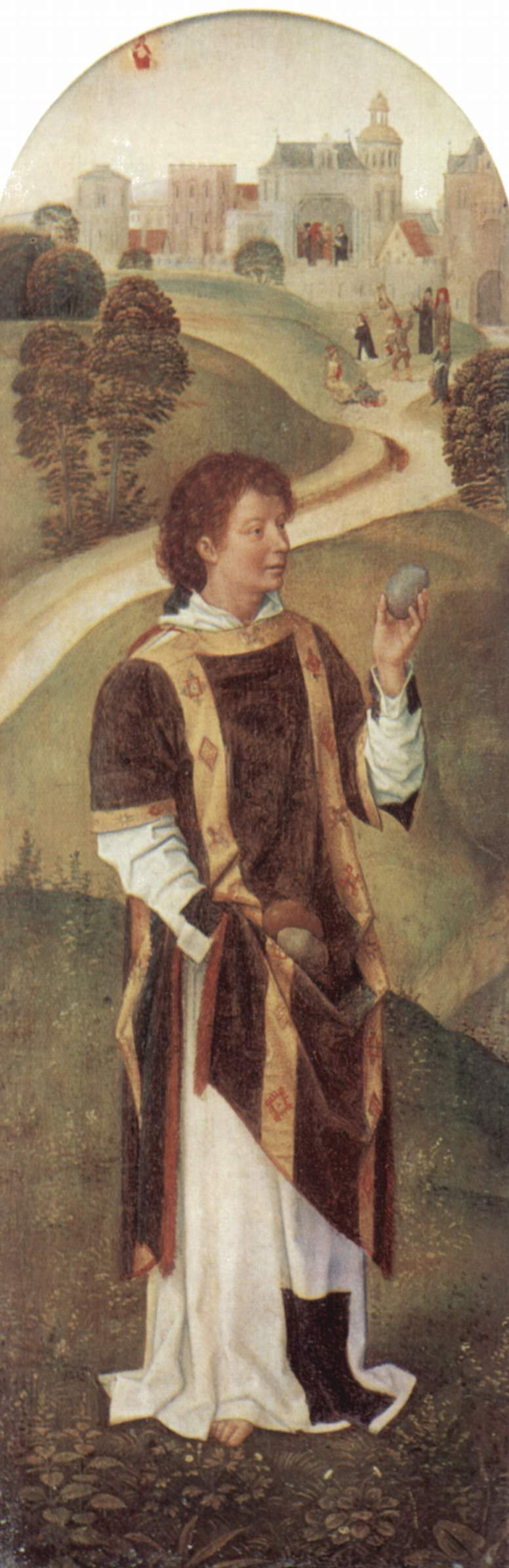
Sv. Štěpán (Hans Memling, kolem r. 1480)

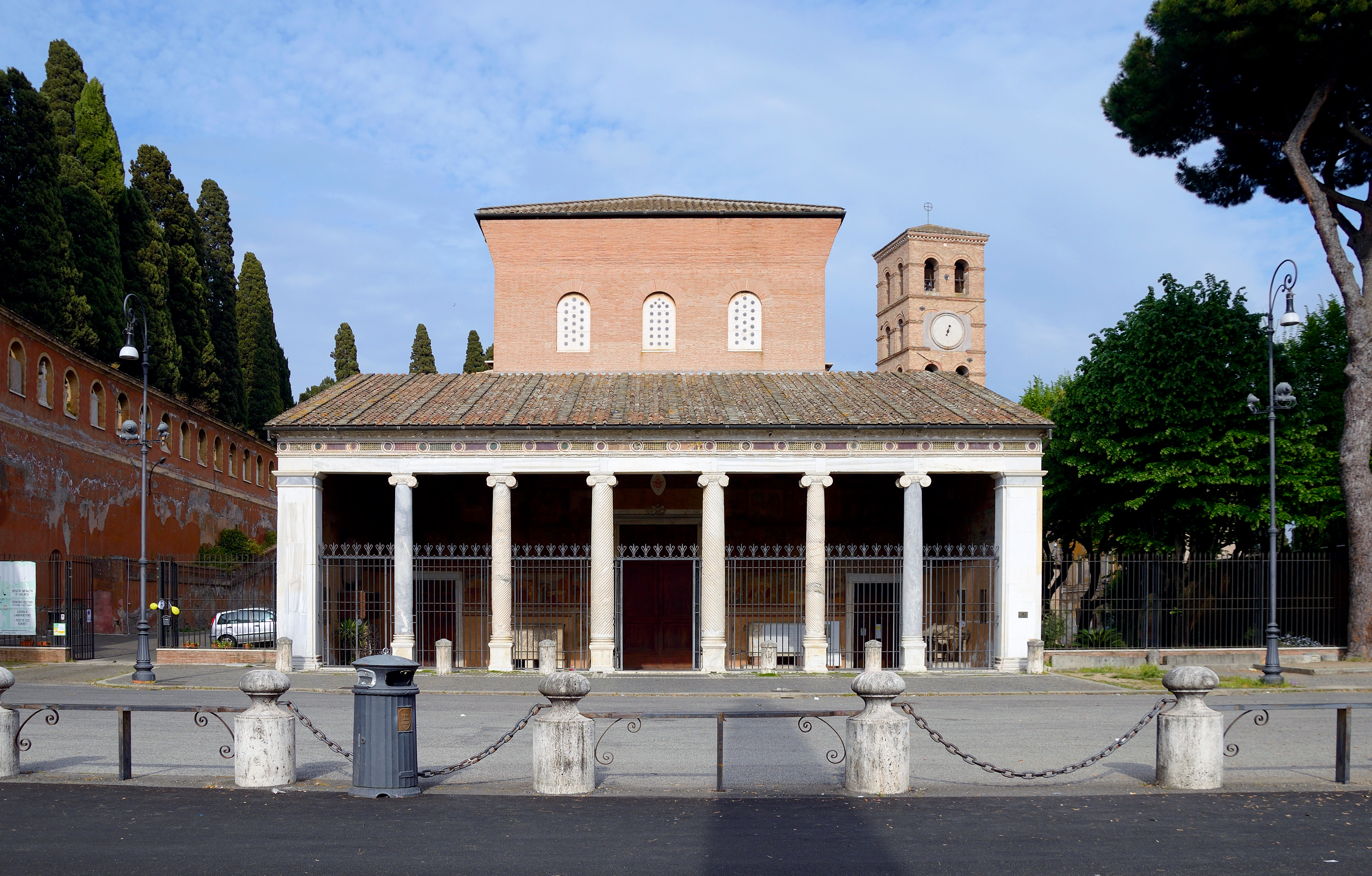
Římská basilika San Lorenzo fuori le Mura

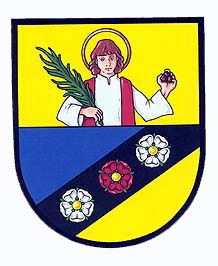
Svatý Štěpán ve znaku městyse Svitávky

Štěpán jako prvomučedník je odedávna považován za mimořádně významného světce. Podle legendy, rovněž navazující na pašijové líčení, uložili jeho ostatky Nikodém a Gamaliel do nového hrobu na Gamalielově pozemku. V dobách císaře Honoria se Gamaliel třikrát zjevil ve snu knězi Lucianovi a vyzval ho k vyzvednutí kostí z opuštěných hrobů čtyř prvokřesťanů, mezi nimi Štěpána. Hroby byly pak podle popisu nalezeny a roku 415 ostatky exhumovány a nově pohřbeny v Jeruzalémě. Roku 439 je biskup Juvenalis převezl do nového chrámu sv. Štěpána na místě světcova umučení; zde pak byla roku 484 vysvěcena rozměrná basilika, kterou však roku 614 zničili Peršané.
Další legenda líčí, jak byly ostatky zázračnou záměnou pod ochranou archanděla Michaela převezeny do Konstantinopole, odkud je pak nechal papež Pelagius II. kolem roku 585 odvézt do Říma. Zde byly pohřbeny v kryptě kostela San Lorenzo fuori le Mura vedle ostatků dalšího diakona-mučedníka sv. Vavřince, přičemž byla Vavřincova rakev odsunuta stranou, aby uvolnila čestné místo ostatkům Vavřincova vzoru. Štěpán a Vavřinec, „arcijáhni a arcimučedníci“, pak se společně stali patrony města Říma, bývali často zobrazováni společně a patřili ve středověku k nejuctívanějším světcům.
Štěpánovo mučednictví zmiňují již Ireneus z Lyonu a Tertullianus. Štěpánův kult je na Východě doložen ve 4. století, na Západě od 6. století. Části Štěpánových ostatků se jako cenné relikvie šířily po Středomoří a existuje řada legend o zázracích s nimi spojených. 

### Kostely

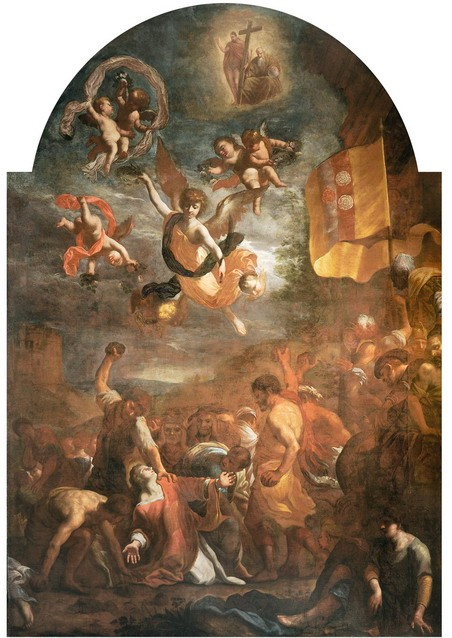
Umučení svatého Štěpána, prvomučedníka (Karel Škréta, litoměřická katedrála)

- První chrám sv. Štěpána, S. Stefano Rotondo, byl postaven v Římě kolem poloviny 5. století a vysvěcen papežem Simpliciem.[1]
- Basilika sv. Štěpána v Arles na místě dnešního chrámu sv. Trofima z roku 449, první doklad Štěpánova uctívání v Galii; na francouzském území se světec postupně stal patronem 21 katedrál.[1]
- Do Německa se svatoštěpánská úcta rozšířila ke konci prvního tisíciletí, kdy se světcovy ostatky dostaly do Mohuče a místní arcibiskup Willigis na nejvyšším místě města založil klášter sv. Štěpána.
- Kult se přes Pasov pak šířil dále na východ, jak dokazuje založení kostela sv. Štěpána na Novém Městě pražském za Karla IV., v Uhrách i dedikace katedrály ve Vídni.[1] O středověkém a raně novověkém svatoštěpánském kultu svědčí katedrála v Litoměřicích i řada kostelů zasvěcených tomuto světci.

### Svátek
Hlavní svátek sv. Štěpána byl již od zavedení vánočního svátku stanoven na den následující po slavnosti Narození Páně, aby se vyjádřilo těsné spojení Ježíše a jeho prvního mučedníka; na Západě se tak slaví 26. prosince. Vedle toho existují i menší památky Nalezení ostatků sv. Štěpána a Přenesení ostatků sv. Štěpána, které se připomínají v některých místních církvích.

### Patronát
Štěpán je patronem jáhnů, koní a kočí, pacholků u koní, kameníků a zedníků, krejčích, tkalců, tesařů, bednářů, pomocník proti bolestem hlavy, proti kamenům, píchání v boku a proti posedlosti. Je také přímluvcem za dobrou smrt.
Svatý Štěpán se obvykle zpodobuje s atributy jáhenskými – dalmatikou, tonzurou, evangeliářem – a mučednickými, tedy palmovou ratolestí a především kameny jako znakem způsobu jeho umučení.